# 水谷準
水谷 準（みずたに じゅん、1904年（明治37年）3月5日 - 2001年（平成13年）3月20日）は、日本の小説家、推理作家、翻訳家。編集者でもあり、雑誌『新青年』編集長を累計18年務めた。本名は納谷 三千男。

## 人物
北海道函館区（現在の函館市）船見町の生まれ。当時の函館は幕末に開かれて以来の国際的な港町であった。父はパン屋や外国人の執事をしており、外国人が三千男を「ジョン」と呼んでいたことから、のちに自らのペンネームを「隼」とした。弥生小学校に在学中、鈴木三重吉が創刊した雑誌『赤い鳥』に童謡を投稿して入選した。
旧制函館中学（現：北海道函館中部高等学校）中退後、上京して早稲田高等学院に入学。在学中の1922年に博文館の雑誌『新青年』の懸賞に応募した「好敵手」が一等に入選。これが作家への第一歩となった。
1925年に早稲田大学文学部仏文科へ進学し、この年創刊された雑誌『探偵趣味』を翌春から学生のまま手伝い、実質的な編集長として切り盛りするようになった。早稲田大学卒業翌年の1929年、延原謙の後を受けて『新青年』第4代編集長に就いた。1938年に編集長の役職を離れるが、1939年から、太平洋戦争終戦の年である1945年まで再び同誌編集長となった。水谷は編集長として、小栗虫太郎、獅子文六、木々高太郎、同郷の久生十蘭といった多くの作家をデビューさせた。
戦後、『新青年』編集長だったことを理由として公職追放を受け、このため博文館を退社する。1950年10月13日に追放解除。この間の1947年（昭和22年）、江戸川乱歩を初代会長として探偵作家クラブが結成され、編集者を退いた水谷のために小冊子『友情録』が編まれた。
1952年、「ある決闘」で第5回探偵作家クラブ賞の短編賞を受賞。
ゴルフのうまさは文壇随一と評され、この分野の著作や訳書（ベン・ホーガン『モダンゴルフ』等）も多い。
2001年3月20日、肺癌のため97歳で死去した。

## 著作
- 『水谷準集』（改造社、日本探偵小説全集 第13篇） 1929.11
- 『殺人狂想曲 : 外二遍』（春陽堂、日本小説文庫） 1932.8
  - 『殺人狂想曲 : 他2編』（春陽堂書店、春陽文庫） 1995.9
- 『獣人の獄』（新潮社、新作探偵小説全集7） 1935.9
- 『現代世界探偵小説傑作集』（春秋社 / 松柏館） 1936.3
- 『エキストラお坊ちやま』（岩谷書店、岩谷文庫） 1946
- 『ふらんす粋艶集』（日本出版協同） 1953
- 『暗黒紳士』（東方社） 1955.8
- 『赤い匕首』（同光社） 1955.9
- 『薔薇仮面』（東方社） 1956.3
- 『短篇集』（著者代表、河出書房、探偵小説名作全集11） 1956.10
- 『瓢庵先生捕物帖』（講談社、ロマン・ブックス） 1958
- 『水谷準集』（東方社、新編現代日本文学全集50） 1958.9
- 『夜獣』（講談社、ロマン・ブックス） 1959.7
- 『水谷準集 : お・それ・みを』（日下三蔵編、ちくま文庫、怪奇探偵小説名作選3） 2002.4　ISBN 4-480-03703-9
- 『水谷準探偵小説選』（論創社、 論創ミステリ叢書） 2010.9
- 『冒険童話しろくろ大使』（主婦之友、水谷準/文 宮地志行/絵） 1934.6と1934.9

### 編書
- 『横溝正史追憶集』（横溝孝子、非売品） 1982.12

## 翻訳
- 『ルルウ集』（新青年編輯部編、博文館、世界探偵小説全集10） 1929.7
- 『マシヤール集』（新青年編輯部編、博文館、世界探偵小説全集20） 1930.2
- 『緑の自動車 / 蟹足男』（アウグスト・ワイスル / ヴァレンタイン・ウイリアムス、春陽堂、探偵小説全集22） 1930
- 『サンフォリアン寺院の首吊人』（ジョルジュ・シムノン、雄鶏社、おんどりみすてりい） 1950.8、のち角川文庫 1957
- 『ノートルダムの傴僂男』（V・ユーゴー、日本出版共同、サスペンス・ノベル選集9） 1954
- 『推理小説集 : まだらのひも, 四つの署名, ぬすまれた手紙, アルミの短剣, 黄色の部屋, 他4編』（コナン・ドイルほか、水谷準ほか訳、創元社、世界少年少女文学全集46） 1955.8
- 『黄色の部屋』（ガストン・ルルー、東京創元社、世界推理小説全集4） 1956.3
  - 『黄色い部屋の謎』（創元推理文庫） 1959
- 『陽気な騎兵隊 / 三角ものがたり』（ショルジュ・クールトリーヌ / フィシエ兄弟、獅子文六, 安堂信也 / 水谷準訳、東京創元社、世界大ロマン全集21） 1957.6
- 『ホルメス探偵』（カミ、阿部知二ほか編、麥書房、雨の日文庫） 1958.7
- 『謎の山アムネ・マチン』（レナード・クラーク、ベースボール・マガジン社） 1959.4
- 『黄色い部屋の謎 / 男の首 ・ 黄色い犬』（ガストン・ルルー /ジョルジュ・シムノン、水谷準 / 宮崎嶺雄訳、東京創元社、世界名作推理小説大系3） 1960.11
- 『奇巌城』（ルブラン、角川書店、角川文庫） 1960.12
- 『怪盗ルパン』（ルブラン、角川書店、角川文庫） 1962.1
  - 改版『快盗ルパン』（ルブラン、角川書店、角川文庫） 1977.1

## ゴルフ関連

### 著書・編書・監修
- 『ゴルフ茶談』（ベースボール・マガジン社、スポーツ新書） 1958.5
- 『全国ゴルフ・コース案内 関東篇第1集, 関東篇第2集, 関西篇』（ベースボール・マガジン社） 1960.6 - 1963.7
- 『最新ゴルフ入門』（ベースボール・マガジン社、スポーツ新書） 1963
- 『絵で見るゴルフ・ルール』（監修、ベースボール・マガジン社） 1964.6
- 『ゴルフあれこれ事典』（編、ベースボール・マガジン社） 1966
- 『ゴルフ紳士専科 : 水谷準の教え魔コーナー』（光風社書店） 1969.3
- 『ゴルフスピード上達法 : シングルハンディへの挑戦』（講談社、講談社スポーツシリーズ） 1972.5
- 『わかりやすいゴルフ入門』（ベースボール・マガジン社） 1972
- 『ゴルフgolfごるふ : オーセッカイ氏の手帖』（光風社書店） 1974.3
- 『とっておき19番ホールの語り草 : シニアゴルフ手控帖』（廣済堂出版） 1990.6

### 翻訳
- 『アプローチとパットの秘訣 : スコアを減らすコツ』（チャールス・B・クリーヴランド、実業之日本社） 1954.2
- 『GOLFベスト・テクニック』（ハーバート・ウォレン・ウィンド編、アントニ・ラヴィエリ画、ベースボール・マガジン社） 1957.6
- 『GOLFベスト・テクニック 第2輯』（ハーバート・ウォレン・ウィンド編、アントニ・ラヴィエリ画、ベースボール・マガジン社） 1959.6
- 『Golfコースの攻め方』（トミー・アーマー、ベースボール・マガジン社） 1960
- 『ゴルフ・スウィングのリズム』（ゴルフ・マガジン編集部編、ベースボール・マガジン社、スポーツ・エコー 第1集） 1960.3
- 『最新ゴルフ教室』（チャールス・プライス編、ベースボール・マガジン社） 1962
- 『Golf オール・ベスト・テクニック』（スポーツ・イラストレイテッド編、アンソニー・ラヴィエリ画、ベースボール・マガジン社） 1964
- 『アイアンに強くなるために』（ジーン・リトラー, ドン・ユレット共著、ベースボール・マガジン社） 1964
- 『GOLFベスト・テクニック　第1集 , 第2集』（ハーバート・ウォレン・ウィンド編、アントニ・ラビエリ画、ベースボール・マガジン社 スポーツ新書） 1964.5
- 『100パーセント・パットの秘密』（ホートン・スミス, ドーソン・テーラー共著、ベースボール・マガジン社 スポーツ新書） 1965.9
- 『マジック・ゴルフ : 必勝ゴルフの四つの秘法』（ジョー・ダンテ, レン・エリオット共著、ベースボール・マガジン社） 1967
- 『ボビー・ジョーンズ ゴルフの基本』（ボビー・ジョーンズ、ベースボール・マガジン社） 1971
- 『100パーセント・パットの秘密』（ホートン・スミス, ドーソン・テーラー共著、ベースボール・マガジン社） 1972.10
- 『ゴルフなんかワケはない』（ピーター・アリス, ポール・トレヴィヨン共著、ベースボール・マガジン社） 1972.11
- 『ゴルフ・ワンポイント・レッスン』（チャールス・プライス編、ベースボール・マガジン社） 1973
- 『パーフェクト・ゴルフ : ゴルフに強くなるための技術と研究』（ジョン・ジェコブス、ベースボール・マガジン社） 1974.7
- 『世界ゴルフ大観 海外篇』（ウィル・グリムスリー、ベースボール・マガジン社） 1976.10 限定版
- 『インスタントゴルフレッスン : 図解ゴルフ早わかり』（米ゴルフ・ダイジェスト編、ベースボール・マガジン社） 1981.8
- 『ゴルフ殿堂の人たち』（ロス・グッドナー、ベースボール・マガジン社） 1982.5
- 『完全なるショート・ゲーム : スコア短縮への早道』（ポール・ラニアン、ベースボール・マガジン社） 1984.3
- 『ゴルフの基本 新装版』（ボビー・ジョーンズ、ベースボール・マガジン社） 1989.3
- 『パーフェクト・ゴルフ : ゴルフに強くなるための技術と研究　新装版』（ジョン・ジェコブス, ケン・バウデン共著、ベースボール・マガジン社） 1989.7
- 『スコアアップに必ず役立つトップ・プロの秘伝 : USツアーの贈り物』（米国ゴルフダイジェスト誌編、チャック・クック解説 、ベースボール・マガジン社） 1991.7

#### ベン・ホーガン
- 『モダン・ゴルフ』（ベン・ホーガン、ベースボール・マガジン社） 1958
- 『モダン・ゴルフ 第2版』（ベン・ホーガン、ベースボール・マガジン社） 1974
- 『モダン・ゴルフ 普及版』（ベン・ホーガン、ベースボール・マガジン社） 1979.5
- 『モダン・ゴルフ 第3版』（ベン・ホーガン、ベースボールマガジン社） 1988

#### ゲーリー・プレーヤー
- 『ゲーリー・プレーヤーのゴルフの秘密』（ゲーリー・プレーヤー、ベースボール・マガジン社） 1963
- 『マスター・ゴルフ』（ゲーリー・プレーヤー、ベースボール・マガジン社） 1967.9
- 『マスター・ゴルフ 3版』（ゲーリー・プレーヤー、ベースボール・マガジン社） 1969.7
- 『ゲイリー・プレイヤー : 勝利者への条件』（ゲイリー・プレイヤー, マイケル・マクドネル共著、ベースボール・マガジン社） 1992.6

### 作詞
- 『ゴルフ・スウィングのリズム』（作曲：藤山一郎）[6]

## 他の文化人との関わり

### 横溝正史
横溝正史とは、『新青年』編集部以来の親友であり、1934年に彼の結核が悪化した際には友人代表として転地療養を勧めている。1977年に刊行された横溝のエッセイ『真説金田一耕助』（毎日新聞社）には、この前年来の横溝の日記が収録されているが（文庫版では削除）、空前のブームで多忙な中、水谷とは頻繁な行き来が記録されている。水谷夫人の病状が悪化していく時期であり、水谷が献身的に看病しながらも疲弊していく様子や、横溝が我がことのように心を痛め続ける様子が綴られている。
没後に1982年に制作された『横溝正史追憶集』（非売品）は水谷の編著による。

### 長谷川海太郎・潾二郎
函館中学の同級生に、のちに画家となる長谷川潾二郎がおり、彼を通じて兄の長谷川海太郎（牧逸馬・林不忘・谷譲次の別名も使用）から影響を受けたことが、文学へ傾倒するきっかけになった。潾二郎は、水谷の依頼により、「地味井平造」の筆名で探偵小説を執筆した。